# Mafersa
A Material Ferroviário S/A, mais conhecida como Mafersa foi a maior e mais importante fabricante brasileira da indústria de material ferroviário, tendo produzido desde a sua fundação mais de 1200 carros ferroviários.

## História

### Início e expansão (1944–1963)
A Mafersa foi fundada em 31 de janeiro de 1944 pelo empresário Lauro Parente e seu grupo familiar. Seu endereço telegráfico, Mafersa, acabou sendo adotado como nome da nova empresa, cujo primeiro presidente foi Luiz Pinto Thomaz, fundador da siderúrgica sorocabana Nossa Senhora Aparecida e seus diretores Lauro Parente e Fernand Van Calster.  Um dos seus primeiros acionistas foi Roberto Simonsen, que havia acabado de formar a Fábrica Nacional de Vagões.  
Em 1948 a Mafersa acabou contratada sem licitação para administrar o programa de eletrificação e os serviços de manutenção da Viação Férrea Federal do Leste Brasileiro. Apesar de protestos do engenheiro Rodrigues Monteiro, o contrato foi celebrado com grande vantagem financeira para a Mafersa. 
A empresa defendeu essa forma de contratação direta, sem concorrência, embora os serviços realizados por ela já fossem realizados por empregados próprios das ferrovias anteriormente. Em 1951, após uma alteração no seu quadro acionário, foi incluído entre seus acionistas o engenheiro Renato de Azevedo Feio. Naquele momento Azevedo Feio era, ao mesmo tempo, diretor da Estrada de Ferro Santos-Jundiaí e a ferrovia passou a encomendar vagões para a Mafersa com maior frequência.
Até o início da década de 1950, a Mafersa era uma pequena importadora de equipamentos da indústria estadunidense e indústria de reparação de vagões de carga instalada em Belo Horizonte, que se aproveitava da falta de peças de equipamentos ferroviários causada pela Segunda Guerra Mundial.  
A situação da Mafersa mudou após o governo Vargas implantar a Comissão Mista Brasil-Estados Unidos para o Desenvolvimento Econômico. Uma das recomendações da comissão foi o investimento no setor de transportes. Assim, o governo federal decidiu pela modernização dos subúrbios da Estrada de Ferro Santos-Jundiaí, incluindo a aquisição de 30 trens-unidade elétricos. Por pressão estadunidense, foi exigido pela Santos-Jundiaí que a carroceria dos carros fosse de aço inoxidável. A fabricação de trens de aço inoxidável era liderada por empresas estadunidenses, com destaque para Budd Company. No Brasil, até então nenhuma empresa possuía capacidade técnica para produzir carros de aço inoxidável, porém durante o lançamento da concorrência a Mafersa apresentou uma carta de representação da Budd Company obtida pelo engenheiro Azevedo Feio em 1954. Com a carta de representação aceita pela Santos-Jundiaí, presidida pelo próprio Azevedo Feio, a Mafersa foi a única concorrente e venceu o contrato.
O possível conflito de interesses entre a Mafersa e o engenheiro Azevedo Feio passou a ser apontado pelas demais empresas ferroviárias como FNV, Santa Matilde e Cobrasma, preteridas pela Mafersa em diversas concorrências da Santos-Jundiaí e da Central do Brasil e levou o Congresso Nacional a criar a Comissão Parlamentar de Inquérito sobre a Mafersa. Os relatórios da CPI terminaram de forma inconclusiva e a Mafersa passou a receber cada vez mais contratos da recém-criada Rede Ferroviária Federal (presidida novamente por Azevedo Feio).
| Capacidade de produção das fabricantes ferroviárias brasileiras (1955) | Capacidade de produção das fabricantes ferroviárias brasileiras (1955) |
| Empresa | Vagões/ano                                                             |
| --- | ---------------------------------------------------------------------- |
| Fábrica Nacional de Vagões (FNV) | 3000                                                                   |
| Companhia Industrial Santa Matilde | 2000                                                                   |
| Companhia Brasileira de Material Ferroviário (Cobrasma) | 1200 (1)                                                               |
| Material Ferroviário S/A (Mafersa) | 1200                                                                   |
| Companhia Sorocabana de Material Ferroviário (Soma) | 600 (2)                                                                |
| Fonte:O Observador Econômico e Financeiro, 1956 Observações: (1) A Cobrasma possuía uma forja, equipamento que a FNV, Mafersa e Santa Matilde só obtiveram na década de 1960; (2) - A Soma era uma empresa dedicada a fabricação e aluguel de vagões para cargas especiais/superdimensionadas. |                                                                        |

No ano de 1954 já começavam a ser produzidos os primeiros carros de passageiros para operar na Viação Férrea Federal Leste Brasileiro na fábrica de Contagem.  Em fevereiro de 1956 a unidade da Grande Belo Horizonte produz para a Central do Brasil 1372 vagões de carga, entre eles unidades frigoríficas de 50 toneladas. Em 1957 é inaugurada a filial de Caçapava, responsável pela fabricação de truques, eixos, rodas e engates. Em 25 de janeiro de 1958 é inaugurada pelo então presidente da República Juscelino Kubitschek a fábrica de carros de passageiros no bairro paulistano da Lapa, responsável por montar 20 TUE's e fabricar outras 36 composições da então Série 101 da EFSJ (um anúncio da empresa publicado na Folha da Manhã de 28 de julho de 1957 fala que 34 trens desta série foram importados diretamente da Budd Company em Filadelfia, PA, EUA).
Em 1960 a empresa começa a fabricar caixilhos de alumínio extrudado, cortinas, ferragens (sob licença da americana The Adams & Westlake Company), poltronas (sob licença da também americana Hey-Wood Wakefield) e se uniu com a The Chain Belt Company para fabricar caminhões-betoneira, usinas de concreto e caminhões-basculantes e "super-dumpers" com o objetivo de expandir as operações além da indústria ferroviária e nesse mesmo ano chega à fábrica de Caçapava uma forja pesada (inaugurada em julho de 1961 que na época era a maior da América Latina [capacidade de forjamento de 6000 toneladas]), com a capacidade para produzir 30.000 toneladas de forjados por ano e foi instalada com a colaboração do BNDE (atual BNDES).
No entanto, nos anos 1950, a indústria automobilística se instalava com mais força no Brasil e o transporte rodoviário ganhava incentivos do governo. Esta situação começou a ser sentida pelas companhias ferroviárias a partir dos anos 1960. Os investimentos em trilhos caíram e a Mafersa, como outras empresas, enfrentavam dificuldades.

### Estatização e auge (1964 – 1980)

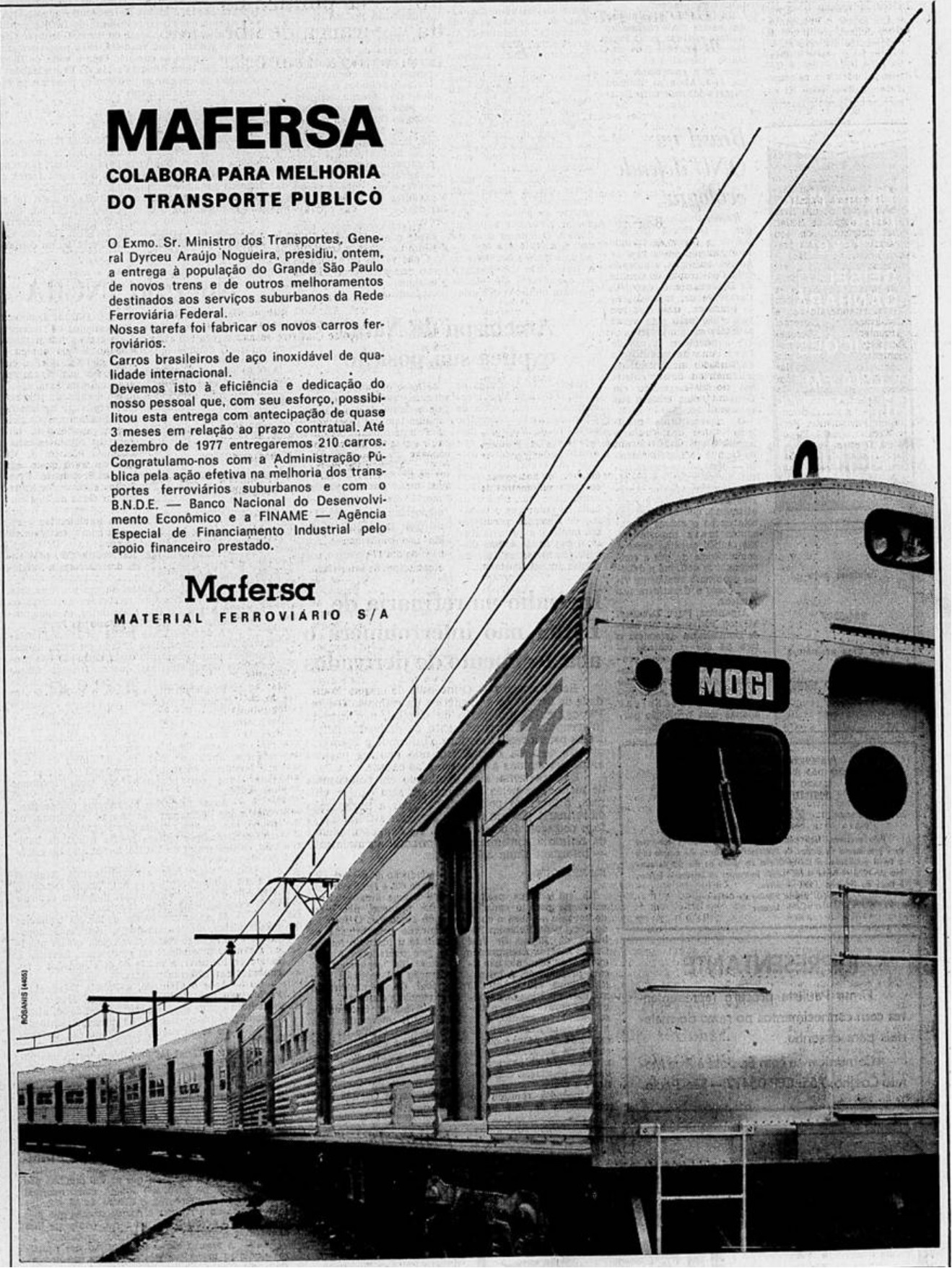
Anúncio publicitário sobre a entrega de uma encomenda de trens-unidade elétricos para a Rede Ferroviária Federal, 1976.

Pouco antes do golpe militar de 1964 a Mafersa é estatizada devido a falta de recebimentos e de novos pedidos do governo, até então seu maior cliente. Em novembro daquele ano alguns funcionários da empresa foram processados pelo antigo DOPS porque havia uma célula comunista. Foi nessa época que se iniciou a produção de carros de passageiros série 800 (baseados na série Pioneer III da Budd Company) para a Estrada de Ferro Sorocabana e Estrada de Ferro Araraquara.
Em 1968 são fabricados TUE’s para a EFSJ baseados na série Pioneer III da mesma empresa americana e entregues em julho do ano seguinte para operar em médio percurso (nomeados Série 141) no lugar da Série 101 que ficou restrita as operações de subúrbio.
Em novembro de 1969 a empresa assina um contrato com a siderúrgica Mannesmann e forneceu 54000 toneladas de aço para forjar rodas de carros de passageiros, vagões de carga e locomotivas. No dia 14 do mesmo mês foi produzida a 100000ª roda na fábrica de Caçapava.
Na década de 1970, a fabricante teve o seu auge, começando a vender para o exterior rodas forjadas da fábrica de Caçapava para o Paquistão em junho de 1972; também fabrica TUE’s da Frota A para o Metrô de São Paulo entre este mesmo ano e 1974 (sob licença da Budd Company); Metrô do Rio (Série 1000, em consórcio com a Villares e Westinghouse em 1978); para a RFFSA entre 1976 (série 401) e 1978 (neste ano a Série 431, mais conhecida como "Marmitão" e semelhante ao TUE Série 500 [fabricado no Japão em 1977 pela Hitachi] começou a rodar em caráter experimental em março de 1978 no trecho suburbano da Estrada de Ferro Leopoldina [atual Linha Saracuruna da SuperVia], mas o leito ferroviário desta linha não aceitou essa frota e todos os TUE's desta série foram para os subúrbios de São Paulo) e para a Fepasa (em consórcio com a Villares, ACEC e Sorefame entre 1978/1980 e houve uma tentativa de testar uma composição da Série 9500 no subúrbio carioca no final de 1979).
Em maio de 1979 começou as primeiras tentativas de privatização da empresa e um dos interessados era Marcos Vianna, ex-presidente do BNDE (atual BNDES). Em novembro de 1980 2200 rodas ferroviárias feitas na fábrica de Caçapava são exportadas para a Índia e entregues no porto de Bombaim para o Ministério das Estradas de Ferro do país asiático.

### Declínio (Anos 1980)
Durante a década de 1980 a Mafersa sofre um duro golpe com a falência da The Budd Company, sendo que fica impedida de fabricar trens utilizando os métodos da empresa americana. A última encomenda utilizando esse processo foram os TUE Série 700 para a RFFSA, fabricados entre 1983 e 1987. Houve uma tentativa de utilizar um processo de fabricação francês (sob licença Francorail), mas o único projeto que a Mafersa utilizou esse processo foram as frotas C e D do metrô de São Paulo (construída em conjunto com a Cobrasma).
Em setembro de 1981 a empresa assina um contrato com o governo de Moçambique para vender 200 vagões de carga e 3000 rodas destinados a malha ferroviária do país africano que passam na capital Maputo e também aos países vizinhos.
Em março de 1982 ocorre a primeira tentativa de privatização da Mafersa e os interessados na desestatização eram: o antigo banco Bozano, Simonsen (atual Santander), Indústrias Villares, Fábrica Nacional de Vagões e até empresários como Roberto Naufal (ele desiste da ideia em outubro daquele ano). No mesmo ano a empresa venceu licitação para fabricar os trens do Metrô de Porto Alegre, mas o Banco Mundial não aceitou o resultado e declarou como vencedor da concorrência internacional as japonesas Kawasaki e Mitsui.
Além disso, crises econômicas impedem o governo brasileiro (que respondia pela maioria de suas encomendas) de adquirir novos trens, o que obriga a Mafersa (e sua concorrente Cobrasma) a iniciar a fabricação de ônibus e trólebus em 1985 como um meio de diversificar seus produtos para fugir da crise econômica. Praticamente ninguém mais aplicava em ferrovia. A inflação e o desemprego nesta época não só afetavam o bolso dos trabalhadores, como do próprio governo, que ainda era o maior investidor em sistemas de trilhos.
Em março de 1987 mais dois países importam 405 rodas ferroviárias laminadas e forjadas na fábrica de Caçapava: Mauritânia (noroeste da África) e Jordânia (Oriente Médio), fazendo da Mafersa um dos principais fornecedores mundiais deste produto que foi importado por 29 países (em 1986 a Índia foi o maior importador juntamente com os EUA). Em agosto do mesmo ano a empresa desenvolve vagão-tanque maior sem a longarina e pesa seis toneladas a menos que os convencionais. O projeto levou 8 anos de pesquisas e foi desenvolvido através de computadores e segundo o diretor de divisão de vagões de carga na época, o Brasil se equiparará a tecnologia internacional de fabricação. Nesta mesma época a empresa exporta 200 rodas de vagões de carga fabricados em Caçapava do Porto de Santos para a Austrália.
No segundo semestre de 1989 o governo tentou leiloar a Mafersa pela segunda vez (as propostas começaram em janeiro de 1986 e se arrastaram por três anos), mas a campanha de Lula para as eleições daquele ano fez o então presidente José Sarney suspender a privatização da empresa no dia 10 de outubro. A decisão saiu após uma audiência com a Confederação Nacional dos Metalúrgicos. Para o ex-presidente do BNDES Márcio Fortes a decisão de suspender o leilão da empresa foi mais política do que técnica. Já Ney Tavora, presidente do banco na época, disse que a venda causaria prejuízo por causa dos investimentos necessários para saneá-la, apesar do BNDES defender a desestatização.

### Produção de ônibus (anos 80)
O ônibus M-210 era monobloco, ou seja, a carroceria e o chassi formavam um mesmo conjunto e foi lançado em outubro de 1987 após projetado por computador com tecnologia nacional. O motor era o Cummins 6CT8.3 210, o mesmo que equipava o caminhão Volkswagen 14.210. A transmissão era ZF S 6-90  e o eixo de tração era feito pela Mafersa, com tecnologia licenciada da Europa. A empresa foi uma das pioneiras na aplicação de freio ABS e controle de estabilidade em ônibus urbanos. Posteriormente, outra versão mais sofisticada era o M-240 com opção de transmissão automática Alisson, com mais potência e conforto para motorista e passageiros.
Os ônibus e trólebus da Mafersa começaram a ganhar o mercado tanto pelo crescimento do setor de transportes urbanos e metropolitanos, como também pela credibilidade que tinham as marcas Mafersa e Cummins. Ambas empresas que atuavam em parceria começaram a utilizar a reputação que tinham no mercado e a boa aceitação dos empresários como estratégia de negócios.
Uma propaganda da Cummins, por exemplo, trazia o depoimento do empresário Alfredo Willy Isaak, fundador da Leblon Transporte de Passageiros, que comprou 28 Mafersa e com os veículos ligava os municípios de Curitiba e Fazenda Rio Grande, no Paraná e a fabricante do motor fazia questão de trazer o depoimento empresário dizendo que depois de 400 mil quilômetros rodados os motores dos ônibus não tiveram de ser abertos para passar por retífica.
No entanto, os ônibus da Mafersa começaram a apresentar diversos problemas, principalmente quando circulavam fora de corredores. De acordo com o site Caminhão Antigo Brasileiro, havia problemas com a ingestão de poeira por causa da inadequada tomada de ar de admissão e também o desgaste excessivo no mancal de encosto do virabrequim.
Os problemas começaram a ser corrigidos no início dos anos 1990. Para se ter uma ideia, foram feitos testes na rodovia Mogi-Bertioga como relata um dos participantes do site Caminhões Antigos Brasileiros (arquivado), Evandro Fullin:
| “ | “À volta de 1992, no papel de engenheiro de aplicações da citada casa norte-americana de motores diesel, este que aqui escreve teve o prazer de trabalhar em vários desenvolvimentos do M210 e do M240, tendo inclusive participado de um memorável teste de “cooling” (arrefecimento) na serra da Rodovia Mogi-Bertioga, SP-098, ocasião em que dois Mafersa foram acoplados por um cambão, de modo a simular carga no veículo anterior do comboio.” | ” |

A Mafersa também ganhou mercado em trólebus. Entre 1986 e 1988, em parceria com a Villares, a empresa, por exemplo, forneceu 78 trólebus para a CMTC – Companhia Municipal de Transportes Coletivos, e a maior parte operou no corredor Santo Amaro-Nove de Julho entre as zonas sudoeste e central da Capital.
Em 1987, a empresa desenvolveu um protótipo de trólebus articulado, que chegou a ser testado no Corredor Metropolitano São Mateus - Jabaquara, hoje operado pela Metra (posteriormente Next Mobilidade) e diversos sistemas de São Paulo e de outros estados já contavam com ônibus da fabricante.
Em 1988, a empresa forneceu seis trólebus para a CSTC, que era a Companhia Santista de Transporte Coletivo, empresa pública. Os veículos operam pela Viação Piracicabana em uma linha histórica de Santos, mas a prefeitura já assinou decreto para que passem a integrar o patrimônio público.
No início dos anos 1990, a Mafersa transferiu sua produção de ônibus diesel para a unidade de Contagem, em Minas Gerais, e lança a Série S de ônibus, com design mais moderno e algumas diferenciações na parte mecânica. A produção inicial na unidade de Contagem era de 30 ônibus por mês. Em 1993, a empresa tinha aproximadamente mil veículos de transporte coletivo sobre pneus rodando no país. Foi na fábrica de Contagem que a fabricante produziu não apenas ônibus monoblocos, mas também chassis e plataformas para receberem carrocerias de outras empresas. Com o início da produção na cidade mineira a empresa lançou o M-210S com câmbio manual. Já o M-240S tinha câmbio automático.
A empresa também atuou na fabricação de chassis para ônibus articulados. Foi o M-290, com motor Cummins de 290 cavalos. O ônibus não teve a mesma aceitação dos seus antecessores pelo fato de a Mafersa já estar caminhando para o seu final por causa da crise econômica e no setor ferroviário. Algumas empresas de ônibus chegaram a circular com o M-290, como a Viação Januária, em Mauá, na Grande São Paulo, cuja unidade foi encaroçada pela Ciferal.
A Mafersa também apresentou ao mercado, sem grande sucesso, o modelo de ônibus rodoviário MR1-320 que foi um protótipo, no entanto, não houve tempo para comercialização em linha, já que a empresa entrava em declínio. A Leblon Transporte de Passageiros, a mesma que apareceu na propaganda da Cummins, tinha uma divisão de ônibus de fretamento e chegou a operar em Fazenda Rio Grande e em Curitiba com uma unidade do Mafersa rodoviário.

### Privatização e falência (anos 90)

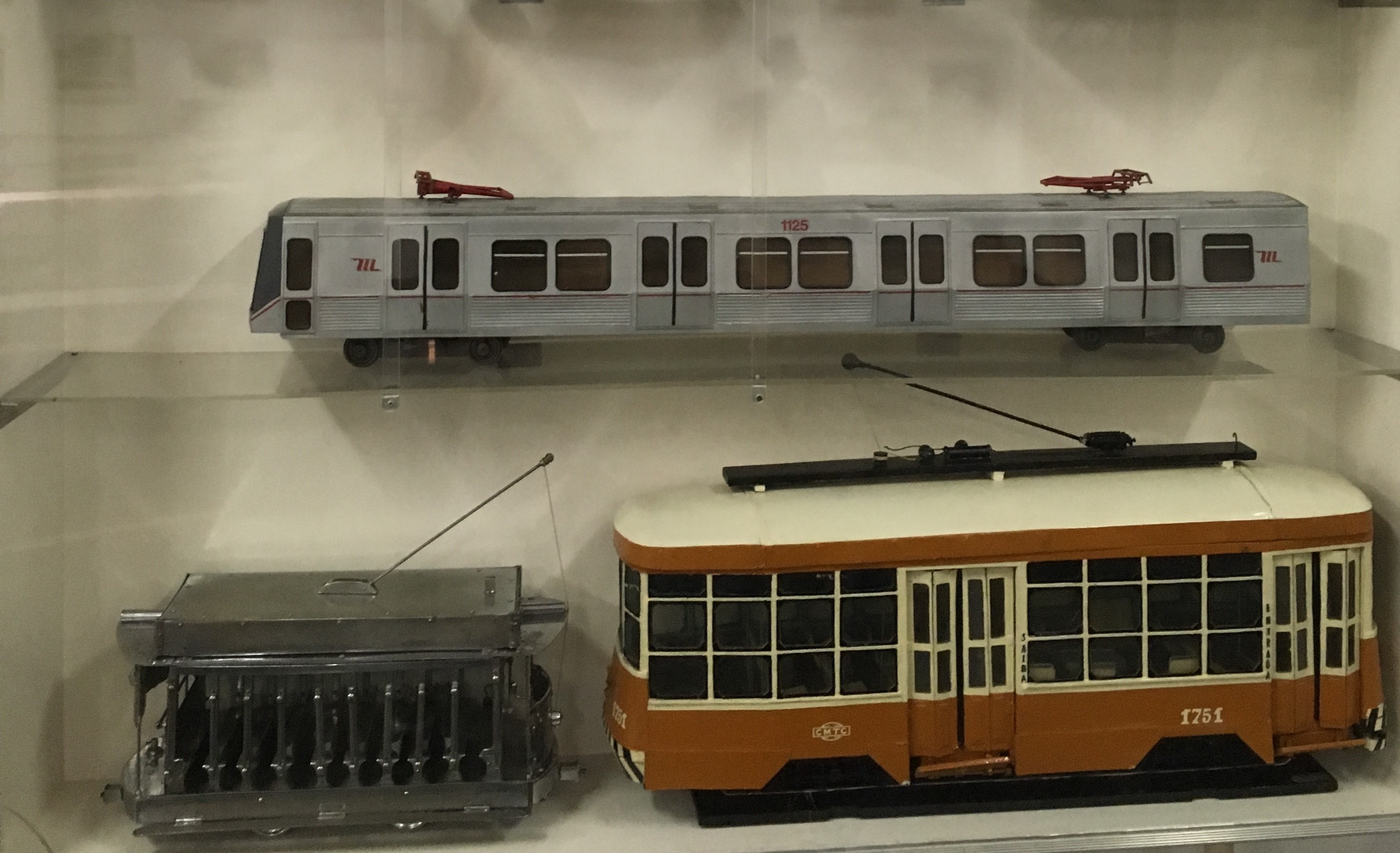
Miniatura do Trem 1125, proposta da Mafersa para os trens do Metrô de Medellín, exposta no Museu SPTrans dos Transportes Públicos - Gaetano Ferolla..

No início dos anos 90 a Mafersa fabrica trens para o metrô do Distrito Federal, com novo processo de fabricação (já utilizado nos trens do metrô Rio). Em abril de 1991 a empresa faz parceria com a empresa norte americana Morrison-Knudsen Co. Essa parceria resulta na fabricação de 256 caixas para TUE's de aço inox para o metrô de Chicago (3200-series), 38 carros de passageiros (chamados nos EUA de Mafersa Coaches) para a Virginia Railway Express.
Em 11 de novembro de 1991 a empresa é privatizada, sendo que a Refer (associação dos funcionários da Rede Ferroviária Federal) adquiriu o controle acionário com 90% das ações.
Em 1994 o consórcio Morrison-Knudsen Co. / Mafersa vence licitação nos EUA que prevê a fabricação de carros de 2 andares para a Caltrain nos EUA. O contrato é cancelado em 1995 com a falência da Morrison-Knudsen Co., detentora do contrato nos EUA.
Em julho de 1992 a empresa teve um projeto de produzir um motor a gás natural desenvolvido pelo Centro Tecnológico de Aeronáutica que seria testado num ônibus mas a ideia não foi levada adiante.
Em junho de 1993 a fabricante exportou rodas ferroviárias à Arábia Saudita a partir do Porto de São Sebastião por causa do baixo custo.
No início dessa década o governo brasileiro não faz nenhuma encomenda de trens o que leva a empresa à nova crise que atingiu o seu ápice em 1995, com a falência da parceira Morrison-Knudsen Co., com a fábrica parando a produção por três meses sendo vendida ao Clube de Investimentos dos Funcionários. No fim desse ano os 1.820 empregados foram demitidos e a dívida da Mafersa atingia R$ 2,6 milhões. A fábrica foi reaberta em 1996 com 360 funcionários e recebeu apenas encomendas de reformas, tendo reformado a antiga série 101 da EFSJ (agora pertencente à CPTM).
A matriz industrial no bairro da Lapa em São Paulo foi adquirida pela multinacional francesa Alstom em 1997.
A filial de Caçapava atinge a marca de 2 milhões de rodas produzidas em 21 de agosto de 1998 e em maio de 1999 mudou o nome para MWL Brasil Rodas e Eixos (funcionou até setembro de 2022 quando a justiça decretou a falência da fábrica após constantes atrasos no pagamento de salários dos empregados).

## Legado
A Mafersa foi um marco na história dos transportes do Brasil. Apesar de fabricar por menos de 10 anos os ônibus, também trouxe importantes contribuições para este meio nas ruas e avenidas das principais cidades do país. A exemplo de outra fabricante ferroviária, Cobrasma, os ônibus uniam a praticidade do transporte sobre pneus incorporando elementos de qualidade dos transportes ferroviários.
As linhas de desenho, as soluções de ergonomia e a durabilidade da carroceria tinham padrões até então pouco vistos na indústria de ônibus brasileira.
Ao lado dos trólebus da Cobrasma e do Monobloco Urbano O-371, da Mercedes Benz, os ônibus da Mafersa realmente representavam inovações na mobilidade urbana. Algumas foram seguidas, outras, por questões de custos, dispensadas.

## Produção
| Produção              | Até 1978 | 1979-1990                     | 1991-1997 |
| --------------------- | -------- | ----------------------------- | --------- |
| Vagões de carga       | 7523     | 396 (jan. 1986-jul. 1989)     |           |
| Carros de passageiros | 623      | 726                           | 80        |
| Rodas                 | 737.000  | 250.919 (jan. 1986-jul. 1989) |           |
| Eixos ferroviários    | 36.000   | 4665 (jan. 1986-jul. 1989)    |           |
| Ônibus/Trólebus       | -        | -                             | c.1000    |
| Total                 |          |                               |           |

## Galeria

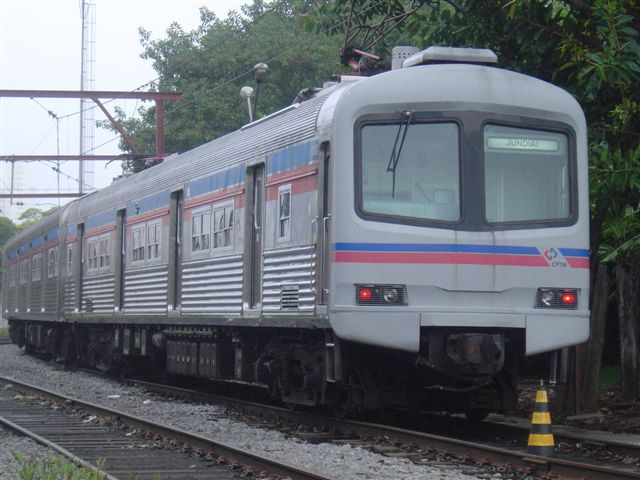
Trem unidade elétrico Série 1100 da CPTM, fabricados nos Estados Unidos em 1956 pela The Budd Company C.O. e pela Mafersa em 1957. Em 1997 foi iniciado o programa de reforma e modernização dessa série.
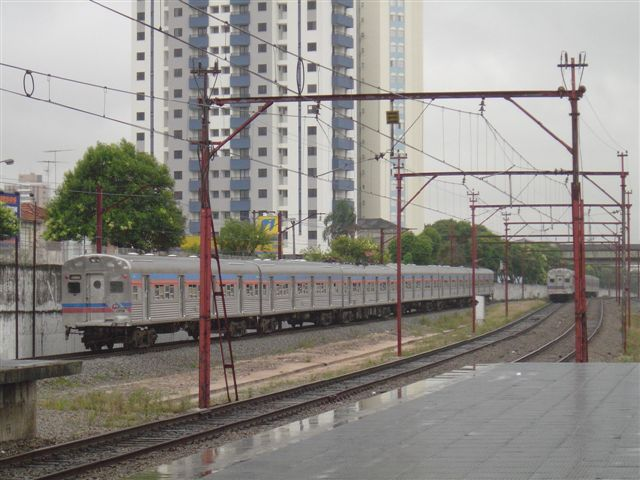
TUE Série 400 fabricado em 1976-7
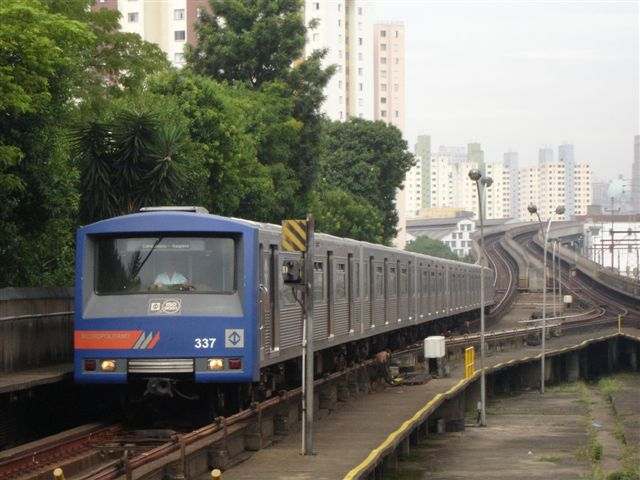
TUE Mafersa série 300 fabricado em 1982-3
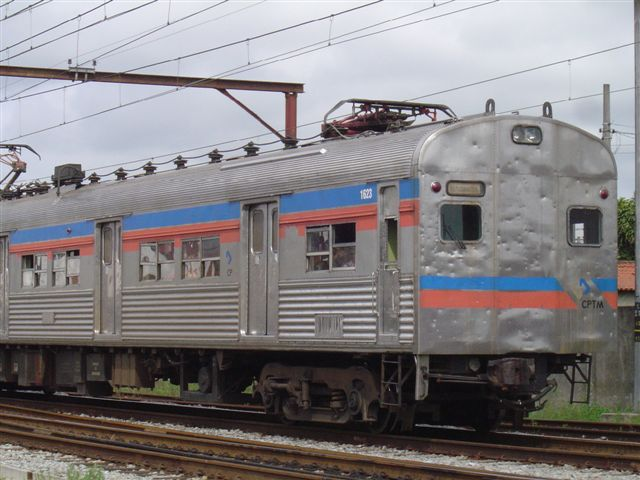
TUE Série 431 fabricado em 1978
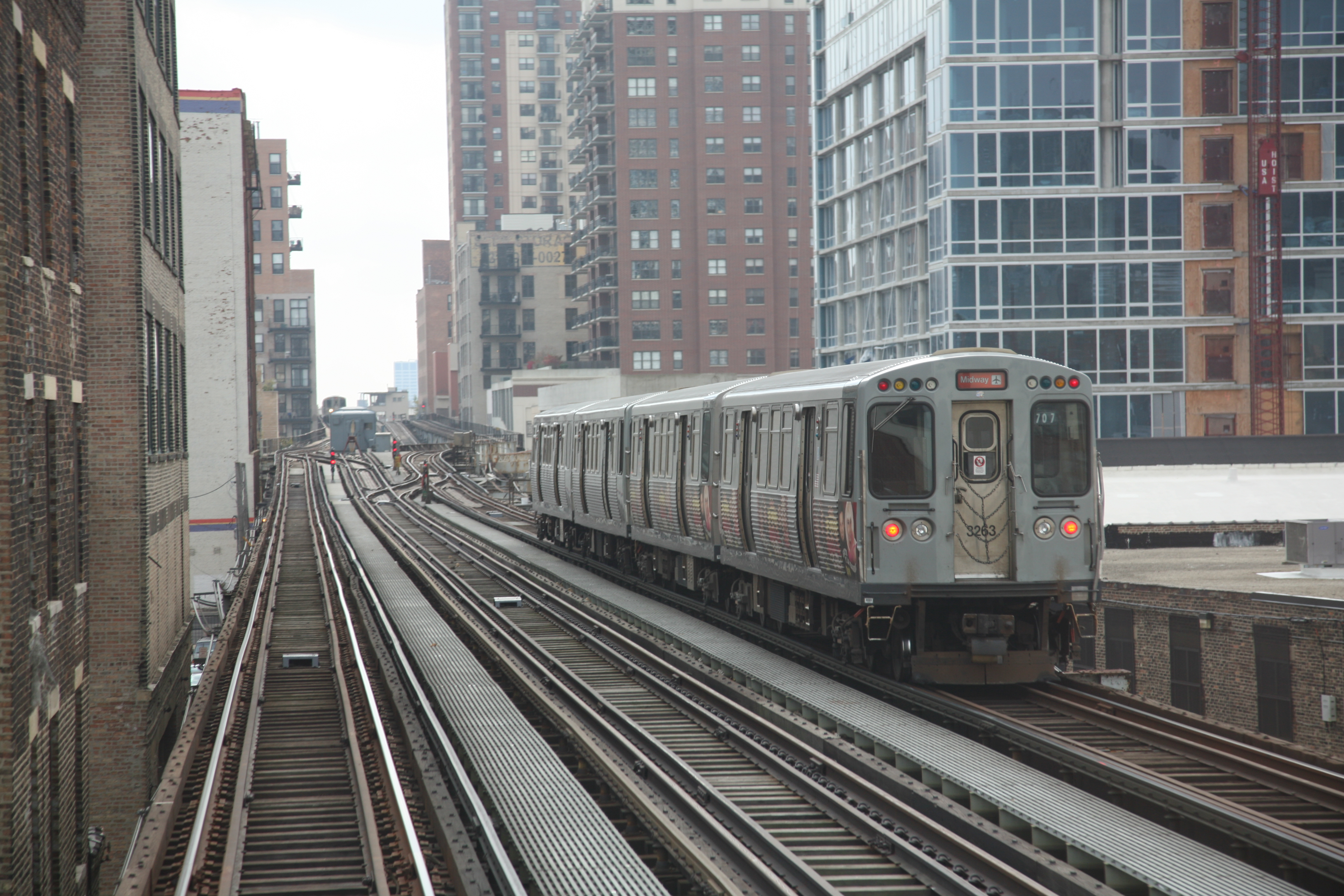
Um dos 256 carros de aço inox fabricados pela Morrison-Knudsen Co. / Mafersa para o metrô de Chicago
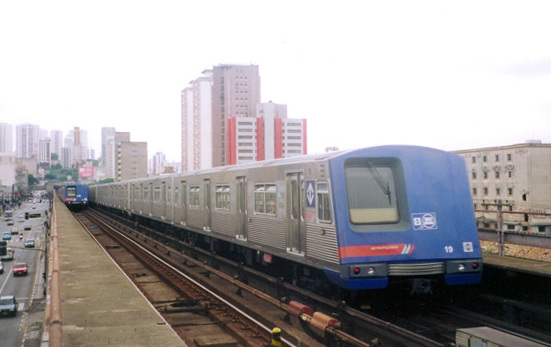
TUE Mafersa série 100 do Metrô de São Paulo, fabricado em 1972
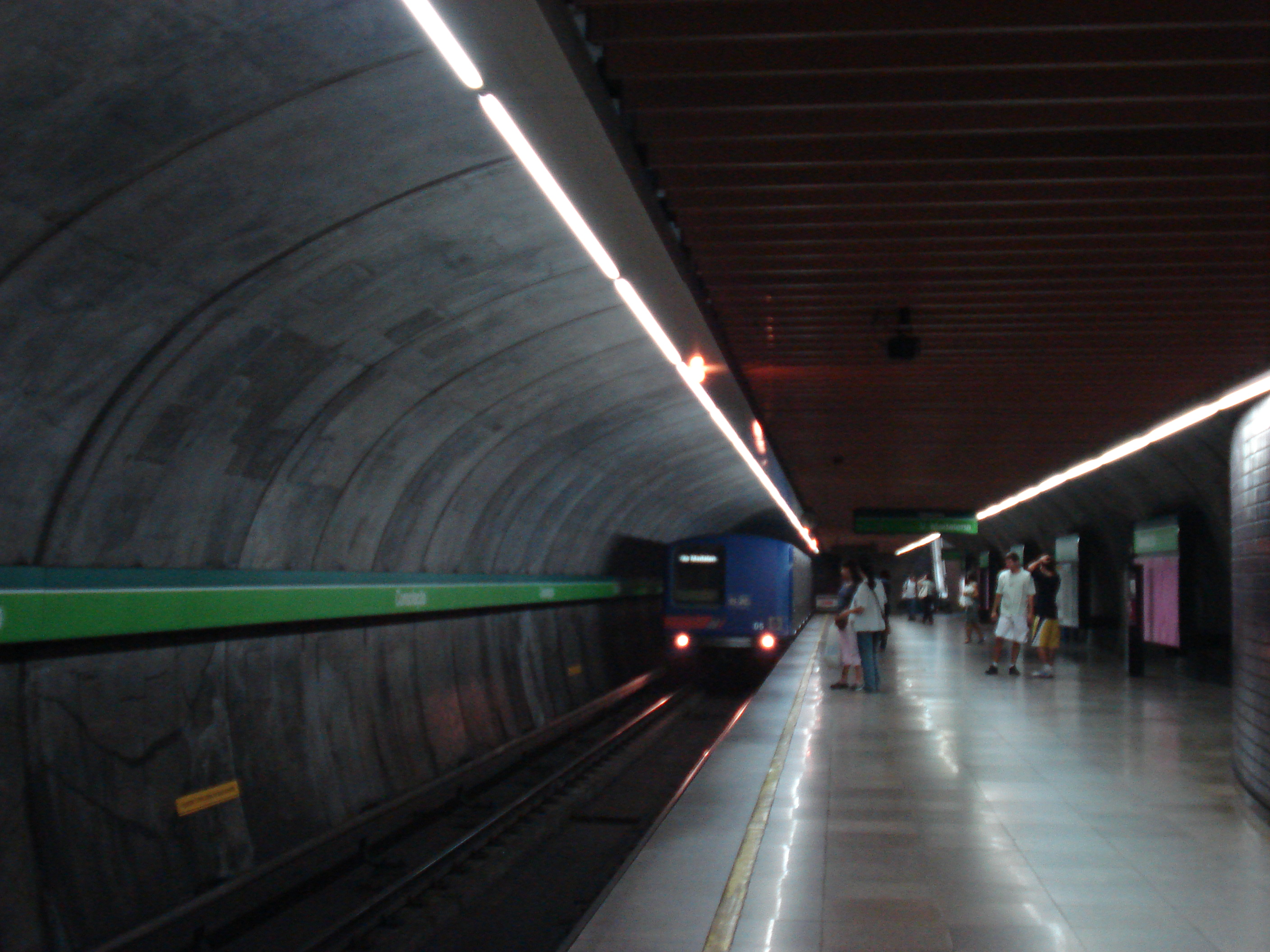
Um outro trem idêntico a esse (à esquerda) chegando na Estação Consolação da Linha 2 - Verde
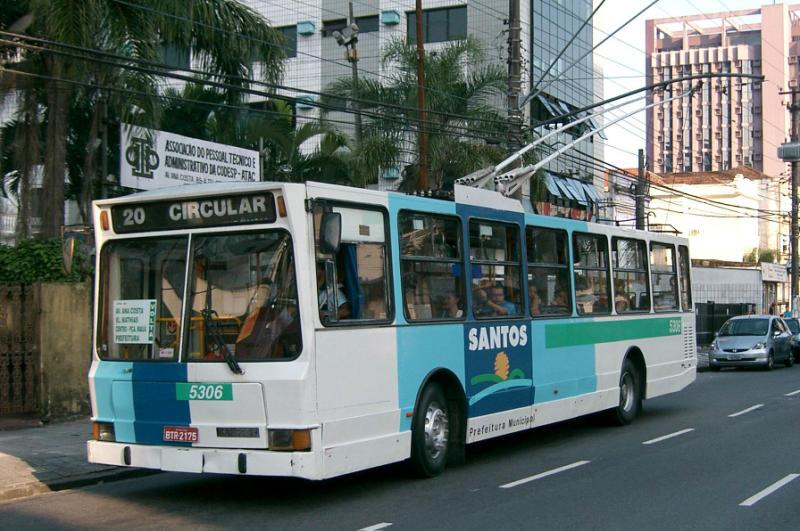
Trólebus Mafersa M210